# Boris Plotnikov
Boris Grigorievitch Plotnikov (en russe : Борис Григорьевич Плотников), né à Neviansk, oblast de Sverdlovsk, RSFSR, URSS) le 2 avril 1949 et mort le 2 décembre 2020 à Moscou (Russie), est un acteur soviétique, puis russe.

## Biographie
En 1966-1970, Plotnikov a fait ses études à  l'Ecole théâtrale de Sverdlovsk. Dans les années 1970-1978, il a travaillé au Théâtre des jeunes spectateurs de Sverdlovsk. Après le rôle de Sotnikov dans le film  L'Ascension, il est devenu célèbre. Dès 1978, il travaille dans plusieurs théâtres à Moscou. Au cinéma, il a joué 70 rôles. Plotnikov est mort le 2 décembre 2020 de la maladie à coronavirus et inhumé au cimetière Troïekourovskoïe.

## Filmographie partielle
- 1976 : L'Ascension (Восхождение): Sotnikov
- 1980 : La Chasse sauvage du roi Stakh réalisé par Valeri Roubintchik : Andreï Beloretski, ethnographe
- 1986 : Lermontov (Лермонтов): le père de Lermontov
- 1987 : L'Été froid de l'année 53 (Холодное лето 1953 года): le fils de Starobogatov
- 1987 : Gobseck (Гобсек): comte de Restaud
- 1988 : Cœur de chien (Собачье сердце): Bormental, l'assistant du professeur
- 2006 : Pouchkine : Le Dernier Duel (Пушкин. Последняя дуэль): Lieonti von Doubelt
- 2018 : Godounov (série télévisée) (Годунов): Iov, patriarche de la Russie (dernier rôle au cinéma)

## Décorations
- 1992 : artiste émérite de la fédération de Russie[3]
- 1998 : artiste du peuple de la fédération de Russie
- 2005 : ordre de l'Honneur (Russie)[4]

## Source de la traduction
- (ru) Cet article est partiellement ou en totalité issu de l’article de Wikipédia en russe intitulé « Плотников, Борис Григорьевич » (voir la liste des auteurs).